# Naturhistoriska riksmuseet

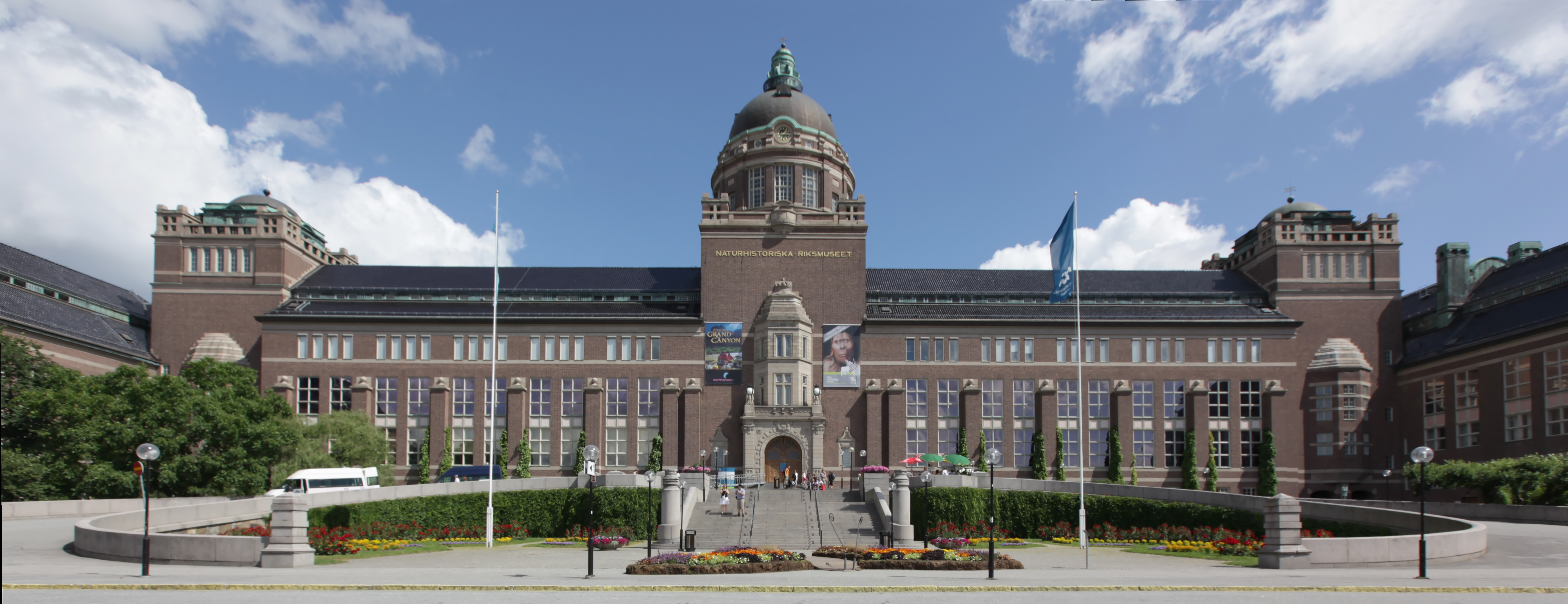
Vorderansicht des Museums

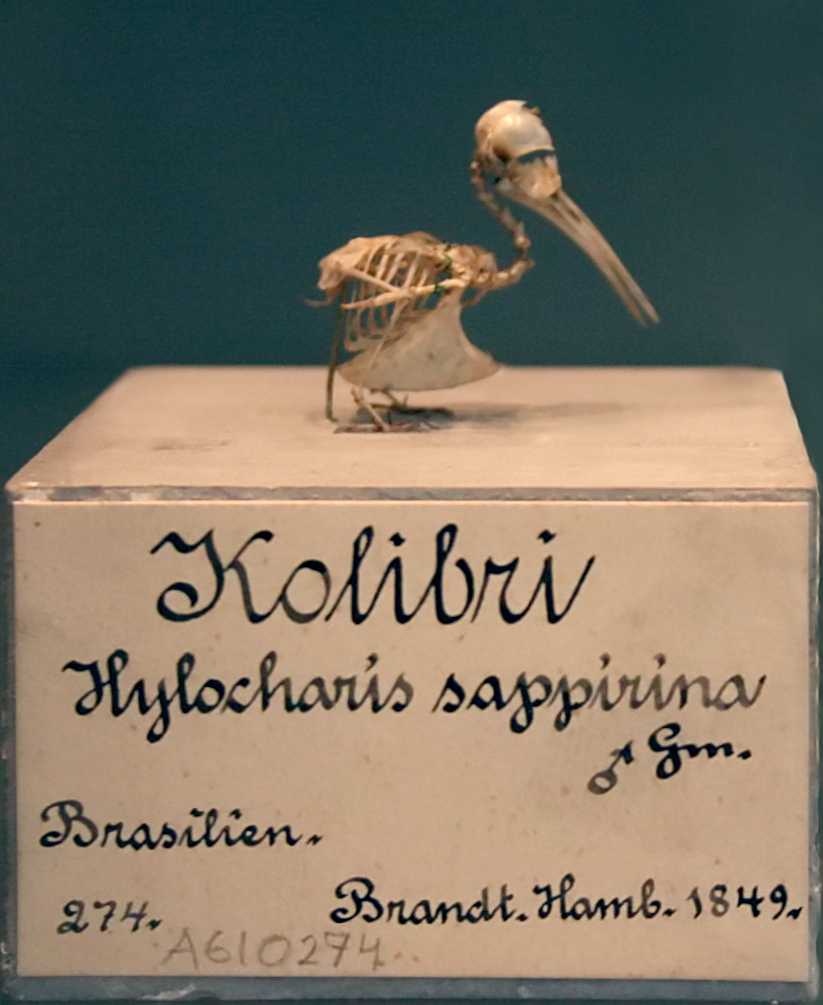
Historisches Ausstellungsstück eines Kolibri-Skeletts.

Naturhistoriska riksmuseet (wörtlich Naturhistorisches Reichsmuseum, Kürzel: SMNH) ist ein Museum für Biologie und Geologie in Stockholm. Es befindet sich nicht weit von der Stockholmer Universität im Stadtteil Frescati. Der Bau des Gebäudekomplexes, der 1916 fertiggestellt war, wurde vom Architekten Axel Anderberg geleitet.
Das Museum hat über 9 Millionen Präparate von Tieren, Pflanzen, Pilzen, Fossilien und Mineralien, die aus allen Teilen der Welt stammen. Komplettiert wird die Sammlung durch Umweltproben, DNA-Daten, Statistiken über Vogelberingung und anderes wissenschaftliches Material.
Neben den Ausstellungsräumen gibt es im Gebäude ein Planetarium und ein IMAX-Kino (Cosmonova).

## Wissenschaftliche Arbeit
Das Naturhistoriska riksmuseet ist ein naturforschendes Museum. Die Schwedische Zentrale für Vogelberingung ist Bestandteil des Museums.
Im Museum arbeiten zehn Professoren zusammen mit anderen wissenschaftlichen und technischen Angestellten. Die Wissenschaftler sind beim Museum nicht hauptangestellt, sondern kommen von nahe gelegenen Universitäten. Außerdem wird das Museum jährlich von zirka 400 Gastforschern besucht. Zu den Forschungsaufgaben zählen die Bestimmung der Verwandtschaft von Arten, Untersuchungen über die Entstehung des Berggrundes und Studien über die Einflüsse des Menschen auf seine Umwelt.
Die Forschungsabteilung des Museums ist an verschiedene internationale Projekte, wie GBIF-Sweden und Fishbase, angeschlossen.
Folgende Abteilungen gibt es derzeit:
- Monitoring von Umweltgiften. "The Environmental Specimen Bank".
- Kryptogamen Botanik
- Entomologie
- Invertebraten Zoologie
- Labor für Isotopen-Geologie
- Labor für Molekulare Systematik
- Mineralogie
- Paläobotanik
- Paläozoologie
- Phanerogamen Botanik
- Vertebraten Zoologie